# Forcipomyia coheni
Forcipomyia coheni är en tvåvingeart som beskrevs av Clastrier och Wirth 1995. Forcipomyia coheni ingår i släktet Forcipomyia och familjen svidknott.
Artens utbredningsområde är Ecuador. Inga underarter finns listade i Catalogue of Life.